# Börje Fredrikssons minnesfond
Börje Fredrikssons Minnesfond instiftade 1999 av Eskilstuna Jazzklubb (EJK) och ABF Eskilstuna. Stipendiet på 5 000 kr utdelades under åren 1999–2008. Syftet var bland annat att uppmärksamma förtjänstfulla insatser inom jazzen med anknytning till Eskilstuna och främja hågkomsten av Börje Fredrikssons minne.
Stipendiet har delats ut till:
- 1999 Rolf Boström (landets förste improvisationspedagog i en kommunal musikskola)
- 2000 Krister Andersson
- 2001 Jan Hendén
- 2002 Marcus Lewin
- 2003 Lasse Müller (kultursekreterare i Eskilstuna kommun)
- 2004 Arne Wilhelmsson
- 2005 Emil Strandberg [3]
- 2006 Johan Lewin
- 2007 Stefan Wistrand
- 2008 Anders Andersson [1]

## Källa
1. 1 2  ”Börje Fredrikssons minnesfond”. https://www.ejk.nu/press08.html#081008_2. Läst 6 mars 2021.
2. ↑  ”Börje Fredriksson,1937-68”. https://www.digjazz.se/Artiklar.Borje%20Fredriksson.html. Läst 6 mars 2021.
3. ↑  ”Emil Strandberg & Pär-Ola Landin”. https://www.ejk.nu/press16.html. Läst 6 mars 2021.